# Palacio de los marqueses de Cabra
El palacio de los marqueses de Cabra es un edificio palaciego de mediados del siglo XIX situado en la ciudad de Almería (provincia de Almería, Andalucía, España). Actualmente alberga el Archivo Histórico Municipal Adela Alcocer Martínez.

## Historia
El palacio fue construido en 1840 por el hacendado José Jover. Pasó a llamarse palacio de los marqueses de Cabra al casarse su hija María con el marqués de Cabra, Martín Belda, a pesar de que su separación fue poco después de la boda, regresando ella al palacio mientras que el marqués nunca lo habitó, sino que vivía en Madrid. Durante el amanecer del 9 de febrero de 1879 tocaron las campanas de la Catedral y de diversas iglesias por el derrumbe de la casa, que sonó con gran estruendo despertando a los vecinos. En este trágico suceso murieron cuatro miembros de la familia, dos por aplastamiento y dos por asfixia. La marquesa María logró salvarse al vivir en una casa anexa en esa época.
Sufrió numerosas remodelaciones en su interior y tuvo diversos usos. Durante la primera mitad del siglo XX fue grupo escolar y Casa del Pueblo socialista, pasando tras la Guerra Civil a manos de la Iglesia católica, que instaló en ella la Casa de Acción Católica, hasta finales de la década de los años 1980.
La Junta de Andalucía encargó su restauración al arquitecto Nicolás Cermeño en 1990, si bien estas obras no finalizaron hasta 2004. En 2005 se inauguró el edificio remodelado, que en la actualidad alberga el Archivo Municipal de Almería tras su traslado desde el Ayuntamiento de Almería. En 2013 pasó a llamarse Archivo Municipal de Almería Adela Alcocer Martínez, en honor a la exarchivera almeriense que dedicó más de cuatro décadas al archivo.

## Descripción
Se trata de una variante palaciega y monumental de la vivienda ilustrada del neoclasicismo, construida en 1840 y sita en la calle Arráez de la capital almeriense, esquina con la calle de la Reina, un área tradicionalmente preferida por la nobleza.
Ejemplo a medio camino entre el palacio y la residencia burguesa, es producto del ambiente de renovación urbanística vivido en la ciudad durante el reinado de Isabel II.
Destacan en el edificio la pureza estilística, la calidad de los materiales (como la cantería) y la ornamentación. La fachada principal destaca por su armonía clásica: se encuadra entre los sillares de las esquinas, siendo el basamento también de sillería. La cornisa de remate está decorada con mútulos y se sobrepone a cinco vanos adintelados de los cuales el central es la portada principal.  